# محمد الخلعي
محمد الخلعي ( 12 ديسمبر 1981 -) ممثل مصري. من أهم ادواره كان في فيلم كامب بالإضافة إلى مشاركته في فيلمي البلد دي فيها حكومة وفيلم ويجا.

## روابط خارجية
- محمد الخلعي على موقع IMDb (الإنجليزية)
- محمد الخلعي على موقع الدهليز
- محمد الخلعي على موقع قاعدة بيانات الأفلام العربية